# Cilunculus kravcovi
Cilunculus kravcovi là một loài nhện biển trong họ Ammotheidae. Loài này thuộc chi Cilunculus. Cilunculus kravcovi được miêu tả khoa học năm 1973 bởi Pushkin.